# Dora, la celadora
Dora, la celadora es una telenovela colombiana del Canal Caracol del año 2004, creada por Luis Felipe Salamanca, protagonizada por Zharick León, Víctor Mallarino y Pablo Martín con la participación antagónica de la primera actriz Teresa Gutiérrez quien personificaba a Antonia de Urdaneta.
El rodaje de la serie dio comienzo el 1 de marzo de 2004 y culminó el 10 de diciembre del mismo año con un total de 122 episodios.
En marzo de 2016, regresó a Colombia por parte de la cadena Más Que Entretenimiento, en sustitución de La baby sister, esta vez en el horario de las 11:00 p. m. y 244 capítulos de media hora con comerciales, con una gran aceptación por el público . culminando su emisión con el gran final el 3 de febrero de 2017, y siendo sustituida por Luna, la heredera.

## Sinopsis
Dora Lara es una mujer de carácter muy fuerte por lo cual ejerce la profesión de celadora, y en uno de esos días se topa con Juan Urdaneta dueño de la empresa con el cual tiene un pequeño roce al principio, pero termina enamorándose de él, pero después él la traiciona.
Esto le duele mucho a Dora así que renuncia y acude a ser celadora de una casa, donde conoce a Alejandro Urdaneta, hermano mayor de Juan, y poco a poco ellos se van enamorando pero tendrán que lidiar con la oposición de toda la familia de Alejandro que es un hombre viudo y también debe empezar a lidiar con los problemas de sus hijas adolescentes Mariana, Catalina y Laura Urdaneta.

## Elenco
- Zharick León ...  Dora Lara (La celadora)
- Víctor Mallarino ...  Alejandro Urdaneta
- Pablo Martín ...  Juan Urdaneta
- Teresa Gutiérrez ...  Antonia de Urdaneta
- Kathy Sáenz ...  Juanita
- Shirley Budge ...  Ana María del Castillo
- Álvaro Bayona ...  Rafael
- Aldemar Correa ... Camilo
- Carmen Villalobos ...  Catalina Urdaneta
- Mónica Uribe ...  Mariana Urdaneta
- Cristina Campuzano ...  Patricia
- Marcela Carvajal ...  Ximena Urdaneta
- Elkin Díaz ...  Roberto
- Viña Machado... Beatriz
- Andrea Martínez ... Daniela Urdaneta
- Fernando Lara ...  Segundo
- Sebastián Devia ... Miguel Urdaneta
- Gustavo Angarita Jr. ...  Ricardo
- Andrés Mendoza ... Camilo Urdaneta
- Carlos Ramírez ... Sergio Jaramillo
- Juan Felipe Ibáñez ... Pablo del Castillo
- Henry Barba ... Diego Urdaneta
- Hernán Méndez ...  Obdulio
- Juan Ángel ...  Arturo Urdaneta
- Felipe Montañez ... Luis Jaramillo
- Juan Pablo Llano ...  José Jaramillo
- Juan Fernando Sánchez ...  Julián
- Meily Flandorffer ...  Laura
- Mónica Gómez ...  Mary Shirley
- Luis Ricardo Soler ... Emilio Rincón
- Morella Zuleta ...  Diana
- Vanessa Jaimes ...  Valentina
- Paula Peña ...  Matilde Lara
- Wendy Lamus ...  Vanessa Lara
- Anna Ocampo ...  Laura García
- Rodrigo Candamil ...  Ringo García
- Andrés Hernández ... Brayan
- Omar García Carrillo ...  Diego Lara
- Brayan Pabon ...  Jonathan Urdaneta (Actuación Especial)
- Felipe Ocampo ...  Henry
- Tommy Vásquez ...  Julio
- Katherine Vélez ...  Lucía

## Premios

### Premios India Catalina
- Mejor actriz protagónica de telenovela Zharick León

### Premios Caracol
- Mejor actriz de reparto: Carmen Villalobos compartido con su actuación en La tormenta
- Mejor actriz revelación: Mónica Uribe
- Mejor actriz infantil: Meily Flandorffer

### Otros premios
- Orquidea en USA: Mejor Actriz Protagónica Zharick León
- Fymti en Uruguay: Mejor Actriz de Reparto: Teresa Gutiérrez, premio compartido también por su actuación en Pecados capitales